# Mary-Pat Green
Pour les articles homonymes, voir Green.
Mary-Pat Green, née le 24 septembre 1951 à Kansas City et morte le 9 septembre 2024, est une actrice américaine.

## Filmographie

### Au cinéma
- 1976 : Taxi Driver (non créditée)
- 1976 : Willie & Phil
- 1993 : Par acquit de conscience (Lightning in a Bottle) : Flo
- 1993 : Dear Badge : une serveuse
- 1997 : Coup de foudre à Hollywood (Just Write) : la mère de l'adolescente
- 1997 : Le Mariage de mon meilleur ami (My Best Friend's Wedding) : la femme en colère
- 1998 : Why Do Fools Fall in Love : garde
- 1999 : Twin Falls Idaho : la nurse
- 2000 : Attention Shoppers : la femme sandwich
- 2002 : xXx de Rob Cohen : la serveuse
- 2005 : Little Athens : Mrs. Carson
- 2005 : In Her Shoes : la serveuse
- 2006 : La Rupture ('The Break-Up) : Mischa
- 2008 : Drillbit Taylor, garde du corps (Drillbit Taylor) : la nurse
- 2008 : Yes Man : la guide
- 2012 : Dans la tête de Charles Swan III : la nurse
- 2013 : Watercolor Postcards : Tilda
- 2013 : Shakti's Retreat : Mrs. Vukovich
- 2015 : Les Quatre Fantastiques : la mère de Ben

### À la télévision
- 1991 : Plaidoyer pour une victime (False Arrest, téléfilm)
- 1993 : Papa bricole : Daphne (saison 2, épisode 19)
- 1993 : À la recherche de mon fils (There Was a Little Boy, téléfilm) : un parent
- 1993 : Getting by : Miss Farley (saison 2, épisode 3)
- 1993 : Sauvés par le gong : Marlene (saison 1, épisode 13)
- 1993 : New York Police Blues : la barmaid (saison 1, épisode 4)
- 1993 : Mariés, deux enfants : Marge (saison 8, épisode 8)
- 1994 : The Mommies (en) : la mère qui crie (saison 1, épisode 15)
- 1994 : Hart to Hart: Home Is Where the Hart Is (téléfilm) : Pamela Tewksbury
- 1994 : Melrose Place : la nurse (saison 2, épisode 24)
- 1994 : Mariés, deux enfants : Max (saison 8, épisode 26)
- 1994 : Coach : Audrey (saison 7, épisode 9)
- 1994 : Mariés, deux enfants : Marge (saison 9, épisode 6)
- 1995 : Diagnostic : Meurtre : Landlady (saison 2, épisode 15)
- 1995 : Beverly Hills 90210 : la gardienne de prison (saison 6, épisode 11)
- 1995 : Le Drew Carey Show : femme #1/Mary (saison 6, épisodes 1 et 6)
- 1995 : Mariés, deux enfants : Mary-Pat (saison 9, épisode 27)
- 1995 : Notre belle famille : Ludmilla (saison 5, épisode 6)
- 1996 : Arabesque : Nora Delano (saison 12, épisode 15)
- 1996 : Mariés, deux enfants : Mary-Pat (saison 10, épisode 19)
- 1996 : Cybill : Tomato (saison 2, épisode 16)
- 1996 : Mike Land, détective : Florence (saison 1, épisode 18)
- 1996 : High Incident : Amanda (saison 1, épisode 1)
- 1996 : Les Frères Wayans : Mildred (saison 2, épisode 19)
- 1996 : Friends : Jeannie (saison 2, épisode 23)
- 1996 : Life with Roger : la nurse (saison 1, épisode 1)
- 1996 : Susan! : Brenda (saison 1, épisode 5)
- 1997 : Troisième planète après le Soleil : Diane (saison 2, épisode 14)
- 1997 : New York Police Blues : la femme russe (saison 4, épisode 16)
- 1997 : Notre belle famille : Hilda (saison 6, épisode 21)
- 1997 : La fille de l'équipe (en) : Minnie (saison 3, épisode 2)
- 1998 : Millennium : Sonny (saison 2, épisode 18)
- 1998 : Les Dessous de Palm Beach (saison 8, épisode 2)
- 1998 : Buffy contre les vampires : le docteur de la banque du sang (saison 3, épisode 1)
- 1998-2001 : Any Day Now : Odessa (8 épisodes)
- 1999 : Au fil de la vie (My Last Love, téléfilm): Janet, la nurse
- 1999 : Hyperion Bay (saison 1, épisode 13)
- 2000 : Opposite Sex (saison 1, épisode 8)
- 2000 : The Norm Show : Ruby (saison 3, épisode 6)
- 2000 : Ally McBeal : Juge Julia Brattle (saison 3, épisode 20)
- 2001 : Becker : Denise (saison 3, épisode 11)
- 2001 : Ally McBeal : Juge Julia Brattle (saison 4, épisode 14)
- 2001 : First Years (saison 1, épisode 3)
- 2001 : Urgences : Miss McDuffy (saison 8, épisode 4)
- 2001 : Un père peut en cacher un autre (en) (Raising Dad) : Mrs. Doherty
- 2001-2002 : Six Feet Under (saison 1, épisode 4 et saison 2, épisode 1)
- 2002 : À la Maison-Blanche : Sénatrice Choate (saison 4, épisode 1)
- 2003 : Arabesque : Le Fils Perdu (Murder, She Wrote: The Celtic Riddle, téléfilm) : Brigie Murphy
- 2003 : Passions (saison 1, épisode 996)
- 2003 : Des jours et des vies : Sœur Katherine (saison 1, épisode 9524)
- 2004 : Une famille presque parfaite : Emma (saison 2, épisode 12)
- 2004 : Charmed : Miss Hickock (saison 6, épisode 17)
- 2004 : The B.P.R.D. Declassified (téléfilm) : Deb Kronrooys
- 2005 : À la Maison-Blanche : la femme du congrès (saison 6, épisode 17)
- 2005 : Desperate Housewives : Abagail (saison 1, épisode 16)
- 2005 : Night Stalker : Le Guetteur : Mrs. Sampson (saison 1, épisode 5)
- 2006 : The Evidence : Les Preuves du crime : Fawn Lafferty (saison 1, épisode 3)
- 2006 : Cold Case : Affaires classées : Eugenia Karpathian (saison 4, épisode 9)
- 2007 : Earl : Mrs. Harden (saison 2, épisode 21)
- 2007 : Des jours et des vies : Sandy (épisode #1.10719)
- 2008 : Eli Stone : Juge Joyce Abramovich (saison 1, épisode 9)
- 2008 : Les Feux de l'amour : la matrone (épisodes #1.9052 et 1.9053)
- 2009 : Important Things with Demetri Martin : la réceptionniste (saison 1, épisode 6)
- 2009 : The Middle : Principale Larimer (saison 1, épisode 7)
- 2010 : Castle : Erin Murphy (saison 2, épisode 18)
- 2010 : Saving Grace (saison 3, épisode 15)
- 2010 : Sonny : la masseuse (saison 2, épisode 15)
- 2010 : Les Sorciers de Waverly Place : Ma (saison 3, épisode 27)
- 2011 : The Middle : Principale Larimer (saison 2, épisode 17 et saison 3, épisode 5)
- 2011 : Mentalist : l'employée de bureau (saison 4, épisode 5)
- 2012 : Hôpital central : la nurse de Robin (épisode #1.12525)
- 2012 : American Horror Story: Asylum : la nonne #1 (saison 2, épisodes 9 et 11)
- 2014 : First Murder (saison 1, épisode 4)

## Comédie musicale
- 1974 : Candide (Broadway)
- 1979 : Sweeney Todd (Broadway)
- 1985 : Nunsense (en) (Off-Broadway)
- 2002 : First Lady Suite (en) : Lorena Hickock (Hollywood)
- 2008 : Marcy in the galaxy (Off-Broadway)

## Voix françaises
- Françoise Pavy dans Notre belle famille[2] (série télévisée) (1995-1997)
- Sylvie Genty dans The Middle[2] (série télévisée)  (2009-2011)
- Marion Game dans Les Sorciers de Waverly Place (série télévisée) (2010)
- Véronique Augereau dans Anger Management[2] (série télévisée) (2014)
- Frédérique Cantrel dans SEAL Team[2] (série télévisée) (2017)
- Michèle Bardollet dans Blonde (2022)